# Leptolalax zhangyapingi
Leptolalax zhangyapingi es una especie de anfibio anuro de la familia Megophryidae.

## Distribución geográfica
Esta especie es endémica de la provincia de Chiang Mai en Tailandia. Se encuentra a unos 870 m de altitud.

## Descripción
En la descripción original, los 7 machos median de 47.6 a 52.5 mm.

## Etimología
Esta especie lleva el nombre en honor a Ya-ping Zhang.

## Publicación original
- Jiang, Yan, Suwannapoom, Chomdej & Che, 2013 : A New Species of the Genus Leptolalax (Anura: Megophryidae) from Northern Thailand. Asian Herpetological Research, vol. 4, n.º 2, p. 100–108[4]